# Salvatore Giunta (calciatore)
Salvatore Giunta (Milano, 13 aprile 1967) è un allenatore di calcio ed ex calciatore italiano, di ruolo centrocampista o attaccante.

## Carriera

### Giocatore

#### Club

Giunta (accosciato, primo da sinistra) nella squadra Primavera del Milan per la stagione 1984-1985

Cresciuto nelle giovanili del Milan, Giunta ha esordito in Serie A, a 18 anni non ancora compiuti, il 31 marzo 1985, nella partita di campionato Milan-Avellino, vinta dai rossoneri per 2-0. Restò comunque in panchina nel prosieguo della stagione, e in estate venne ceduto.
Dopo un breve periodo trascorso nella Sambenedettese nella stagione 1985-1986 in Serie B, ebbe un triennio al Como, dove giocò dal 1986 al 1990. In particolar modo, fu protagonista della salvezza della squadra lariana nella stagione 1987-1988, quando inanellò 5 reti nelle ultime partite di campionato, che permisero alla squadra di non retrocedere. Successivamente, dopo la retrocessione in Serie C1 del Como, nel 1990 passò al Brescia, dove cambio il proprio ruolo da seconda punta a centrocampista e giocò tra Serie A e Serie B fino al 1996.
Ormai trentenne, Giunta trascorse nelle serie inferiori l'ultima parte della sua carriera (un anno anche nella seconda serie francese), conclusasi nel 2002 con la Sangiovannese, nel girone A della Serie C2, e perdendo proprio in quell'anno la finale play-off contro la Pro Patria.

#### Nazionale
Giunta ha disputato 5 gare, segnando una rete, nella Nazionale di calcio italiana Under-21, con cui esordì il 12 novembre 1986 nell'incontro Italia-Austria (0-0).

### Allenatore
Nella stagione 2007-2008 è stato allenatore delle giovanili del Brescia. Dal Settembre 2008 allena il Suzzara Calcio, squadra del girone D della Serie D. Con l'avvento sulla panchina del Crotone di Eugenio Corini, assume l'incarico di allenatore in seconda della società calabrese, seguendolo poi a Frosinone sempre nel ruolo di vice. Nel 2013 è stato l'allenatore del Mutual Uruguaya A-Net, una selezione di giocatori Under-19 uruguayani, al Torneo di Viareggio.
Nella stagione 2013-2014 è subentrato nel corso del campionato ad Alessio Tacchinardi alla guida della Pergolettese, formazione di Lega Pro Seconda Divisione, venendo esonerato il 16 febbraio 2014 dopo la sconfitta contro il Mantova. Il 21 gennaio 2015 gli viene affidata la panchina della prima squadra del Brescia come tutor di Javorcic. Tre giorni dopo al debutto perde per 4-2 contro il Livorno mentre vince la sua prima e unica partita il 31 gennaio contro l'Entella per 3-0. Dopo altre due sconfitte la nuova proprietà del Brescia sostituisce Giunta e Javorcic con Alessandro Calori Dal settembre 2015 è uno dei principali osservatori del Chievo in giro per il mondo dimostrando grande competenza nella ricerca di nuovi giocatori. Dopo un anno al Venezia, nel settembre 2023 diventa osservatore per il mercato estero della Triestina.

## Palmarès

### Giocatore

#### Club

##### Competizioni giovanili
- Coppa Italia Primavera: 1

Milan: 1984-1985

##### Competizioni nazionali
- Campionato italiano di Serie B: 1

Brescia: 1991-1992

##### Competizioni internazionali
Coppa Anglo-Italiana: 1 
Brescia: 1993-1994